# 蛋白光

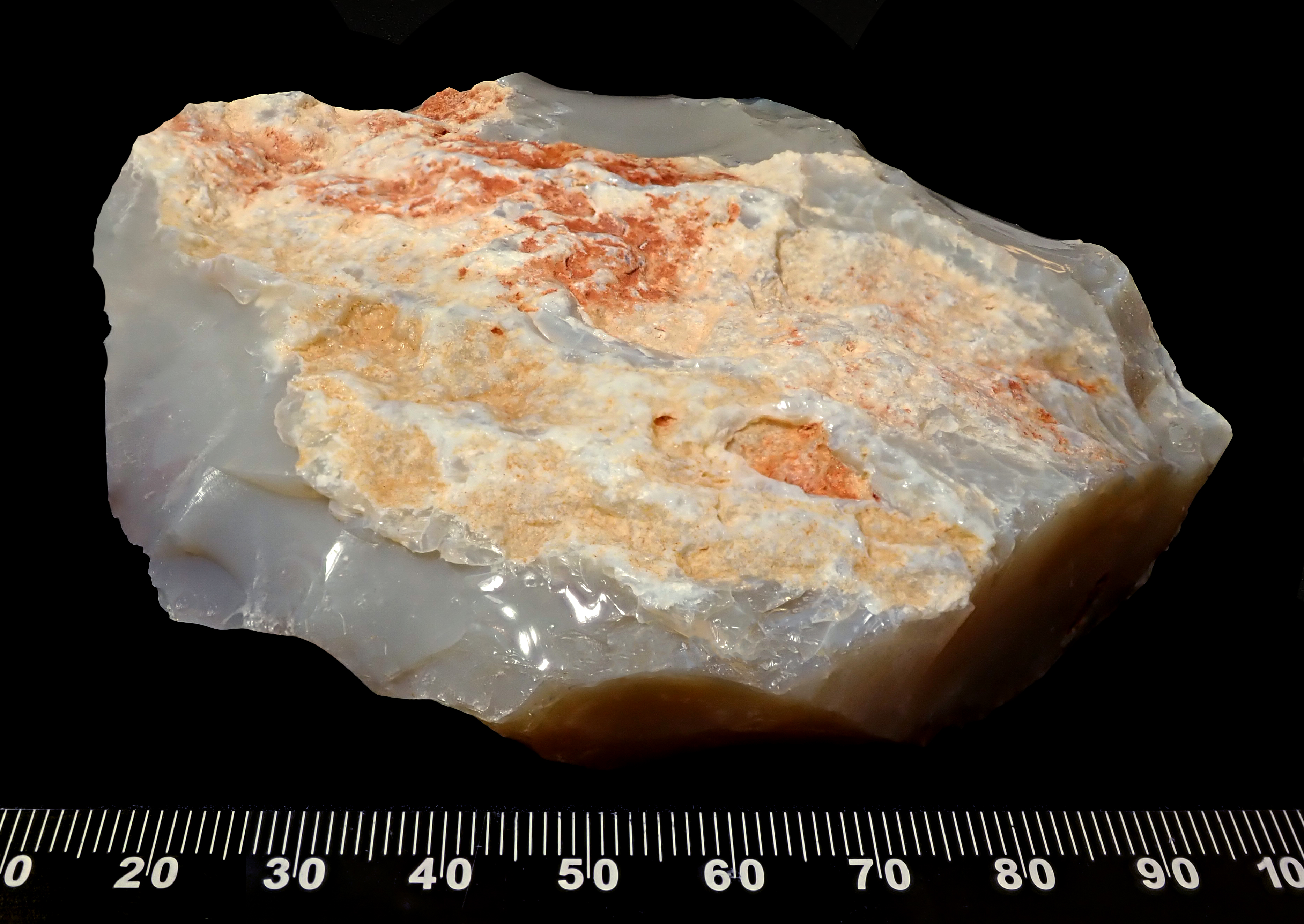
粗いコモンオパール（普通蛋白石）。

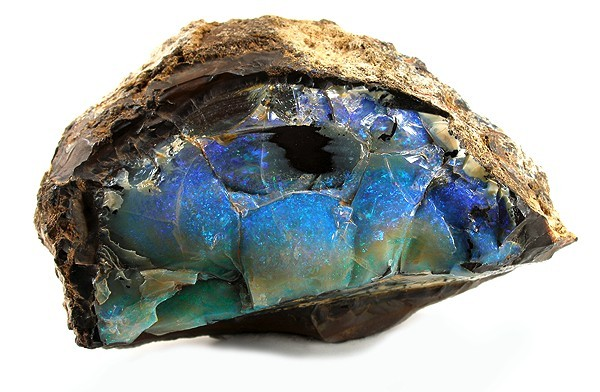
暈色を示すプレシャスオパール（蛋白石）。

蛋白光（たんぱくこう、英語: opalescence）は、準鉱物宝石のオパール（蛋白石）（二酸化ケイ素水和物）が示す光学現象を指す。しかしながら、オパールには大きく3つの種類があり（プレシャス、コモン、ファイア）、それぞれが異なる光学効果を持つため、意図されている意味は文脈に依存して様々である。様々な種類のオパールで見られる光学効果は、その物理構造内の無数の微視的二酸化ケイ素球および含有される水（あるいは空気）の層化、間隔、大きさによって起こる回折（プレシャスおよびファイア）あるいは反射（コモン）の結果である。シリカ球の大きさと間隔が比較的小さい時、回折された青緑色光がよく見られる。比較的大きい時は、回折された黄色-橙色-赤色光が見られる。さらに大きい時は、反射により乳白色でぼんやりとした光沢が得られる。
蛋白光（opalescence）の一般的定義はオパールが見せる乳白色の暈色であり、プレシャスオパール（蛋白石）の視覚効果を非常にうまく説明している。蛋白光（opalescence）は暈色（iridescence）の分かり易い同義語として一般に使われている。
対照的に、コモンオパール（普通蛋白石）は暈色を見せないが、石内部からのぼんやりとした光沢を示す。宝石鑑定士がopalescenceとして厳密に定義するのはこの現象である。オパールが見せるこの乳白色光沢はアデュラレッセンス（氷長石暈彩）の一つである。
ファイアオパール（火蛋白石）は、色鮮やかな黄色-橙色-赤色を持つ比較的透明な宝石であり、めったに暈色を見せない。

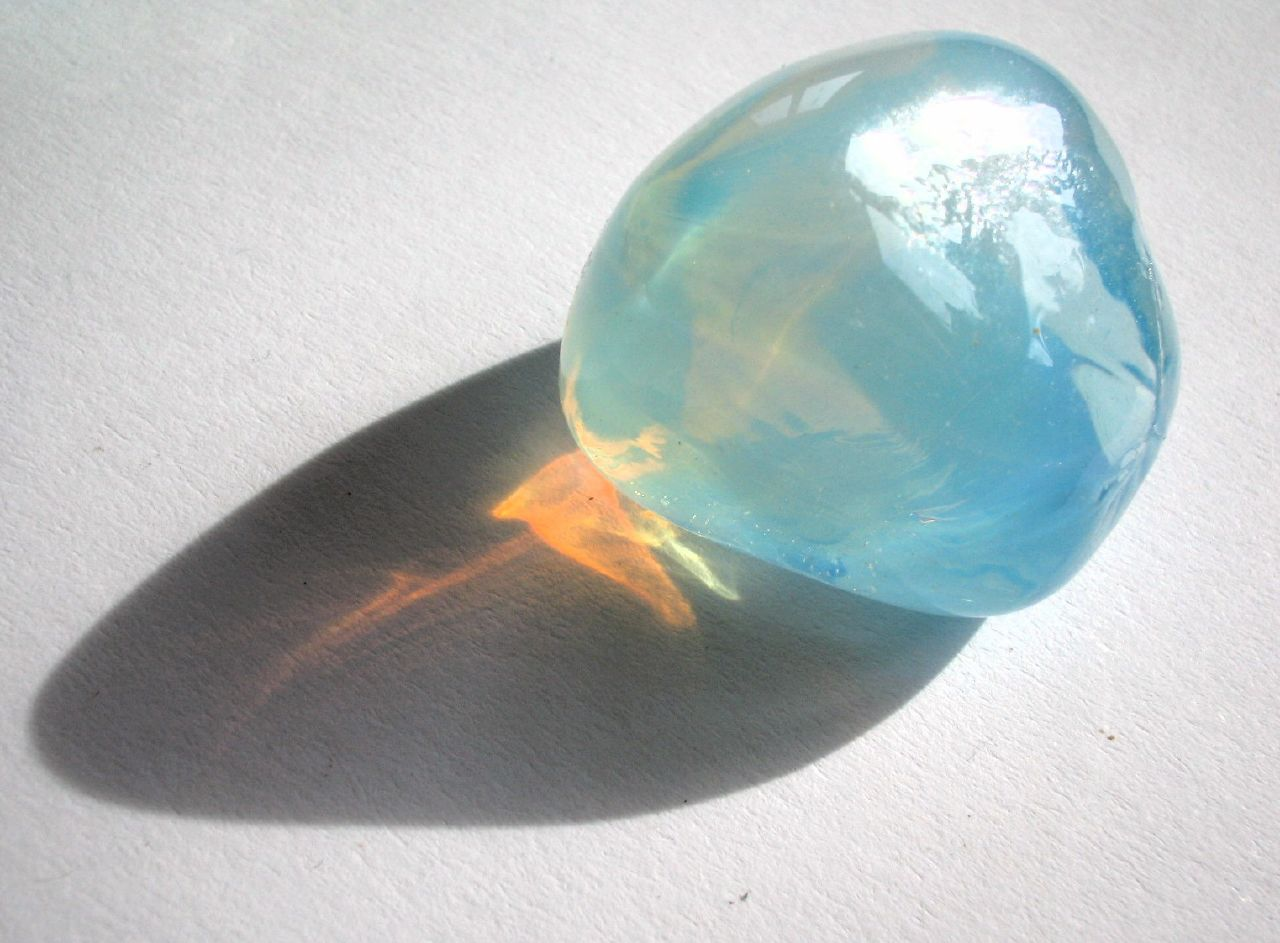
オパールのような（opalescent）ガラスにおけるチンダル現象。横からは青色に見えるが、透過光は橙色である。

物理的な意味では、蛋白光の一部の事例は、ほとんど不透明度がない高度に分散した系において見られる二色性の一種と関連付けられる。レイリー散乱のため、透明な物質は透過白色光では黄色がかった赤色に、透過光に垂直な散乱光では青色に見える。